# Sei Nazioni 2005
Il Sei Nazioni 2005 (in inglese 2005 Six Nations Championship; in francese Tournoi des Six Nations 2005; in gallese Pencampwriaeth y Chwe Gwlad 2005) fu la 6ª edizione del torneo annuale di rugby a 15 tra le squadre nazionali di Francia, Galles, Inghilterra, Irlanda, Italia e Scozia, nonché la 111ª in assoluto considerando anche le edizioni dell'Home Nations Championship e del Cinque Nazioni.
Noto per motivi di sponsorizzazione come 2005 RBS Six Nations Championship a seguito di accordo di partnership commerciale con la Royal Bank of Scotland, si tenne dal 5 febbraio al 19 marzo 2005.
Il torneo vide il ritorno alla vittoria, dopo 11 anni e per la prima volta nel XXI secolo, del Galles, autore del suo primo Grande Slam dal 1978.
Dopo due anni in cui aveva evitato lo zero in classifica, l'Italia incappò nel suo terzo whitewash dal suo ingresso nel torneo.
A seguito di tale negativa performance, l'allora C.T. azzurro John Kirwan, nonostante legato da contratto fino alla Coppa del Mondo 2007, fu esonerato e rimpiazzato da Pierre Berbizier.
Il valore delle marcature, come stabilito dall’IRFB nel 1992, era: 5 punti per ciascuna meta (7 se trasformata), 3 punti per la realizzazione di ciascun calcio piazzato, idem per il drop.

## Nazionali partecipanti e sedi
| Squadra     | Città       | Impianto interno   |
| ----------- | ----------- | ------------------ |
| Francia     | Saint-Denis | Stade de France    |
| Galles      | Cardiff     | Millennium Stadium |
| Inghilterra | Londra      | Twickenham         |
| Irlanda     | Dublino     | Lansdowne Road     |
| Italia      | Roma        | Stadio Flaminio    |
| Scozia      | Edimburgo   | Murrayfield        |

## Risultati

### 1ª giornata
| Arbitro: | Nigel Williams |

|                   |      |                       |
| Traille 80+4’     | mt   |                       |
| Michalak 80+4’    | tr   |                       |
| Delaigue 51’, 57’ | c.p. | 3’, 40’, 43’ Paterson |
| Delaigue 78’      | drop |                       |

| Arbitro: | Steve Walsh |

|                         |      |                       |
| S. Williams 11’         | mt   |                       |
| S. Jones 25’ Henson 77’ | c.p. | 16’, 50’, 74’ Hodgson |

| Arbitro: | Paddy O’Brien |

|                                     |      |                                      |
| Castrogiovanni 80+7’                | mt   | 29’ Murphy 50’ Stringer 80+2’ Hickie |
|                                     | tr   | 50’, 80+2’ O’Gara                    |
| Orquera 8’ de Marigny 38’, 44’, 63’ | c.p. | 22’, 55’, 79’ O’Gara                 |

### 2ª giornata
| Arbitro: | Andrew Cole |

|                |      |                                                                                     |
| Orquera 11’    | mt   | 5’ J. Thomas 22’ Shanklin 40+4’ M. Williams 56’ Cockbain 60’ S. Williams 77’ Sidoli |
|                | tr   | 5’, 40+4’, 56’, 60’ S. Jones                                                        |
| de Marigny 45’ | c.p. |                                                                                     |

| Arbitro: | Joël Jutge |

|                          |      |                                                              |
| Southwell 13’ Petrie 60’ | mt   | 25’ O’Kelly 40+2’ O’Connell 44’ Hickie 75’ Hayes 80+2’ Duffy |
|                          | tr   | 25’, 44’ O’Gara 80+2’ Humphreys                              |
| Paterson 10’             | c.p. | 19’, 39’, 50’ O’Gara                                         |

| Arbitro: | Paddy O’Brien |

|                        |      |                                         |
| Barkley 19’ Lewsey 36’ | mt   |                                         |
| Hodgson 19’, 36’       | tr   |                                         |
| Hodgson 27’            | c.p. | 5’, 30’, 55’, 61’, 68’, 75’ D. Yachvili |

### 3ª giornata
| Arbitro: | Stuart Dickinson |

|                                        |      |                  |
|                                        | mt   | 80+6’ Masi       |
|                                        | tr   | 80+6’ de Marigny |
| Paterson 5’, 33’, 51’, 54’, 76’, 80+2’ | c.p. | 23’ de Marigny   |

| Arbitro: | Paul Honiss |

|                             |      |                          |
| D. Yachvili 4’ Rougerie 14’ | mt   | 42’, 45’ M. Williams     |
| D. Yachvili 4’              | tr   | 42’ S. Jones             |
| D. Yachvili 28’             | c.p. | 26’, 40+5’, 68’ S. Jones |
| Michalak 65’                | drop | 75’ S. Jones             |

| Arbitro: | Jonathan Kaplan |

|                 |      |             |
| O’Driscoll 59’  | mt   | 7’ Corry    |
| O’Gara 59’      | tr   | 7’ Hodgson  |
| O’Gara 10’, 13’ | c.p. | 26’ Hodgson |
| O’Gara 4’, 35’  | drop | 57’ Hodgson |

### 4ª giornata
| Arbitro: | Tony Spreadbury |

|                          |      |                              |
| O’Driscoll 77’           | mt   | 31’, 80+3’ Dominici 36’ Baby |
| O’Gara 77’               | tr   | 36’ D. Yachvili              |
| O’Gara 9’, 21’, 28’, 49’ | c.p. | 23’, 64’ D. Yachvili         |
|                          | drop | 12’ Delaigue                 |

| Arbitro: | Mark Lawrence |

|                                                               |      |             |
| Cueto 10’, 40+7’, 69’ Thompson 40+3’ Balshaw 65’ Hazell 80+8’ | mt   | 46’ Troncon |
| Hodgson 10’, 40+3’ Goode 80+8’                                | tr   | 46’ Peens   |
| Hodgson 7’                                                    | c.p. |             |

| Arbitro: | Jonathan Kaplan |

|                                      |      |                                                                    |
| Craig 54’ R. Lamont 71’ Paterson 74’ | mt   | 4’ R. Jones 10’, 50’ R. Williams 14’ S. Williams 29’, 40+3’ Morgan |
| Paterson 54’, 74’                    | tr   | 4’, 10’, 14’, 29’, 40+3’ S. Jones                                  |
| Paterson 24’                         | c.p. | 19’, 78’ S. Jones                                                  |

### 5ª giornata
| Arbitro: | Donal Courtney |

|               |      |                                                                                     |
| Robertson 28’ | mt   | 11’ Nyanga 18’ Jauzion 40+2’ Laharrague 70’, 80+2’ Marty 75’ Lamboley 80+4’ Mignoni |
| Peens 28’     | tr   | 11’, 18’, 40+2’, 70’ D. Yachvili 75’, 80+4’ Michalak                                |
| Peens 3’, 43’ | c.p. | 8’, 52’, 54’ D. Yachvili                                                            |

| Arbitro: | Chris White |

|                                        |      |                      |
| G. Jenkins 17’ Morgan 61’              | mt   | 69’ Horan 77’ Murphy |
| S. Jones 17’, 61’                      | tr   | 69’, 77’ Humphreys   |
| Henson 24’ S. Jones 30’, 43’, 51’, 74’ | c.p. | 3’, 34’ O’Gara       |
| Henson 13’                             | drop |                      |

| Arbitro: | Alain Rolland |

|                                                                 |      |                                         |
| Noon 14’, 25’, 78’ Worsley 29’ Lewsey 40+1’ Ellis 49’ Cueto 72’ | mt   | 40+8’ S. Lamont 46’ Craig 51’ S. Taylor |
| Hodgson 14’, 25’, 40+1’, 49’                                    | tr   | 40+8’, 46’ Paterson                     |
|                                                                 | c.p. | 23’ Paterson                            |

## Classifica
| Pos | Squadra     | G | V | N | P | PF  | PS  | DP   | Pt |
| --- | ----------- | - | - | - | - | --- | --- | ---- | -- |
| 1   | Galles      | 5 | 5 | 0 | 0 | 151 | 77  | +74  | 10 |
| 2   | Francia     | 5 | 4 | 0 | 1 | 134 | 82  | +52  | 8  |
| 3   | Irlanda     | 5 | 3 | 0 | 2 | 126 | 101 | +25  | 6  |
| 4   | Inghilterra | 5 | 2 | 0 | 3 | 121 | 77  | +44  | 4  |
| 5   | Scozia      | 5 | 1 | 0 | 4 | 84  | 155 | −71  | 2  |
| 6   | Italia      | 5 | 0 | 0 | 5 | 55  | 177 | −122 | 0  |